# Hammersfeld

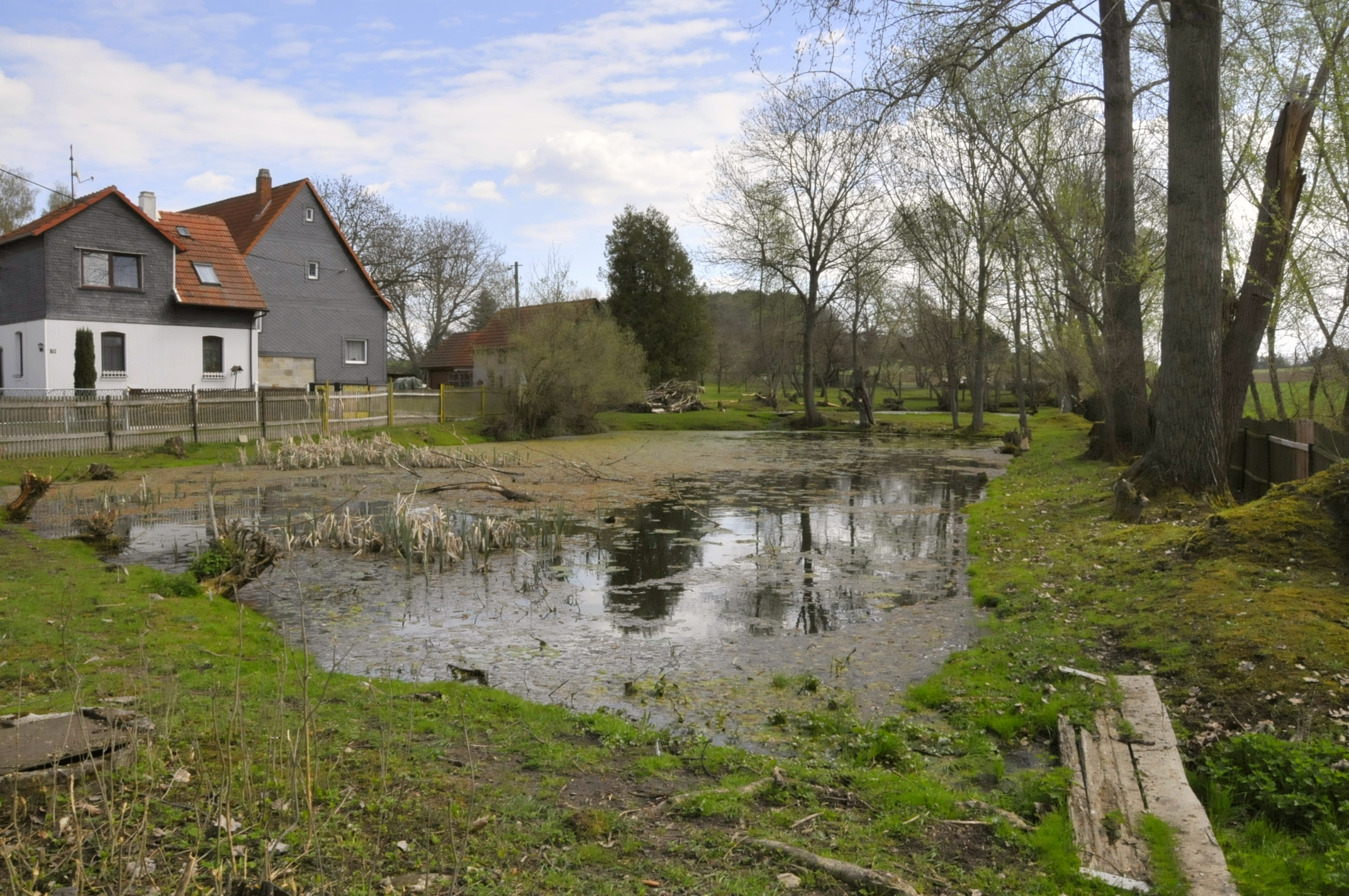
Am Dorfteich

Hammersfeld ist ein Ortsteil der Stadt Stadtilm im Ilm-Kreis in Thüringen mit etwa 110 Einwohnern.

## Geografie
Hammersfeld liegt östlich der Ilm in etwa 400 Metern Höhe. Südlich von Hammersfeld erhebt sich der Singer Berg (583 m), östlich liegt das Tal der Deube. Nachbarorte sind Griesheim im Westen, Stadtilm im Norden, Geilsdorf im Osten und Dörnfeld an der Ilm im Südwesten.

## Geschichte
Hammersfeld wurde urkundlich am 1. Juni 1333 im Urkundenbuch Erfurter Stifter II 26 genannt. Nach Fischer in Müllerott wird Hammersfeld von einer Siedlung auf dem Feld eines Hadamar abgeleitet. Hammersfeld gehörte bis 1920 zu Schwarzburg-Rudolstadt (Oberherrschaft). Am 1. Oktober 1937 wurde es ein Ortsteil von Griesheim, mit dem es 1994 in der Gemeinde Singerberg aufging. Diese wiederum wurde 1996 Teil der Gemeinde Ilmtal. Ilmtal wurde am 6. Juli 2018 nach Stadtilm eingemeindet.

## Wirtschaft und Infrastruktur
Hammersfeld ist ein landwirtschaftlich geprägter Ort. Östlich liegt ein großes ehemaliges LPG-Gelände, das weiterhin landwirtschaftlich genutzt wird.
Hammersfeld liegt an der Straße von Griesheim nach Geilsdorf. Die nächsten Bahnhöfe befinden sich in Stadtilm und in Singen an der Bahnstrecke Arnstadt–Saalfeld.